# منتخب جزر البهاما للكرة اللينة للسيدات
منتخب جزر البهاما للكرة اللينة للسيدات هو ممثل جزر البهاما الرسمي في المنافسات الدولية في الكرة اللينة للسيدات .